# Wanna One
Wanna One (Hangul: 워너원) je južnokorejska pop grupa koju je osnovao CJ E&M kroz emisije 2017. godine Produce 101 Season 2. Sastav se sastoji od jedanaest članova: Kang Daniel, Park Ji-hoon, Lee Dae-hwi, Kim Jae-hwan, Ong Seong-wu, Park Woo-jin, Lai Kuan-lin, Yoon Ji-sung, Hwang Min-hyun, Bae Jin-young i Ha Sung-woon. Sastav je debitirao 7. kolovoza 2017. godine i promovirat će do 31. prosinca 2018. godine pod YMC Entertainment-a i CJ E&M-a.

## Članovi
- Yoon Ji-sung (윤지성)
- Ha Sung-woon (하성운)
- Hwang Min-hyun (황민현)
- Ong Seong-wu (옹성우)
- Kim Jae-hwan (김재환)
- Kang Daniel (강다니엘)
- Park Ji-hoon (박지훈)
- Park Woo-jin (박우진)
- Bae Jin-young (배진영)
- Lee Dae-hwi (이대휘)
- Lai Kuan-lin (라이관린)[2]

## Diskografija
- 2017.: 1X1=1 (To Be One)
- 2018.:0+1=1 (I Promise You)
- 2018.:1÷x=1 (Undivided)

## Turneje i koncerti
- Wanna One Premier Show-Con (2017.)
- Wanna One Premier Fan-Con (2017.)[3]

## Filmografija

### Televizija
- Produce 101 Season 2 (Mnet, 2017.)
- Wanna One Go (Mnet, 2017.)[4][5]
- Wanna City (SBS Mobidic, 2017.)[6][7]
- Wanna One Go Season 2: Zero Base (Mnet, 2017.)[8][9]

## Vanjske poveznice
|  | Zajednički poslužitelj ima stranicu o temi Wanna One |